# Johanna Schwab
Johanna Franziska Schwab (* 17. März 1934 in Zams, Tirol; bürgerlich Erika Schwab; † 1. Juli 2024 ebenda) war Barmherzige Schwester und Gründerin der Aktion Children of Kosovo.

## Leben
Erika Schwab wuchs mit vier Geschwistern auf. Ihr Vater war Oberwerksmeister in der Postgarage Landeck. Sie wählte den Beruf Kindergärtnerin, trat am 7. Oktober 1959 in den Orden der Barmherzigen Schwestern vom hl. Vinzenz von Paul ein und nahm den Namen Schwester Johanna an. 1962 kam sie nach Kärnten, wo sie in Treffen bei Villach etwa 40 Jahre lang in einem Kinderheim tätig war. Sie ist leidenschaftliche Künstlerin und so war der Verkauf von Gemälden schon damals ein Weg, Geld für soziale Projekte zu beschaffen. Heute sind es vor allem die Billets, wobei ihre Acryl- und Aquarellbilder als Druckvorlage dienen.
Nach der Pensionierung begann sie gemeinsam mit dem Bundesheer-Offizier Clemens Feuerstein, bedürftige Kinder im Kosovo zu unterstützen. Aus dieser Tätigkeit entwickelte sich das Projekt Children of Kosovo.
Schwester Johanna wurde mehrfach geehrt und ausgezeichnet, unter anderem ist sie Trägerin des Greinecker Seniorenpreises 2005 und des Ehrenzeichens des Landes Tirol 2018.